# Battenberg (Pfalz)
Battenberg település Németországban, Rajna-vidék-Pfalz tartományban. Lakosainak száma 383 fő (2023. december 31.).

## Népesség
A település népességének változása:
| Lakosok száma | 379  | 415  | 388  | 396  | 381  | 382  | 383  |
|               | 1975 | 2014 | 2017 | 2019 | 2021 | 2022 | 2023 |